# 大屯営鎮
大屯営鎮（たいとんえいちん）は中華人民共和国湖南省長沙市寧郷市の鎮。

## 行政区画
- 石家湾社区
- 靳興村
- 獅北村
- 河西村
- 大屯営村
- 天里村
- 新民村
- 韶光村
- 白洋村
- 宗一村
- 梅湖村
- 三仙坳村
- 韶河村

## 経済

### 名物・特産品
- たばこ

## 地理
大屯営鎮は寧郷市の南東部に位置し、北は花明楼鎮と、東は道林鎮と、西及び南西は韶山市とそれぞれ接している。
- 河川：靳江

## 教育

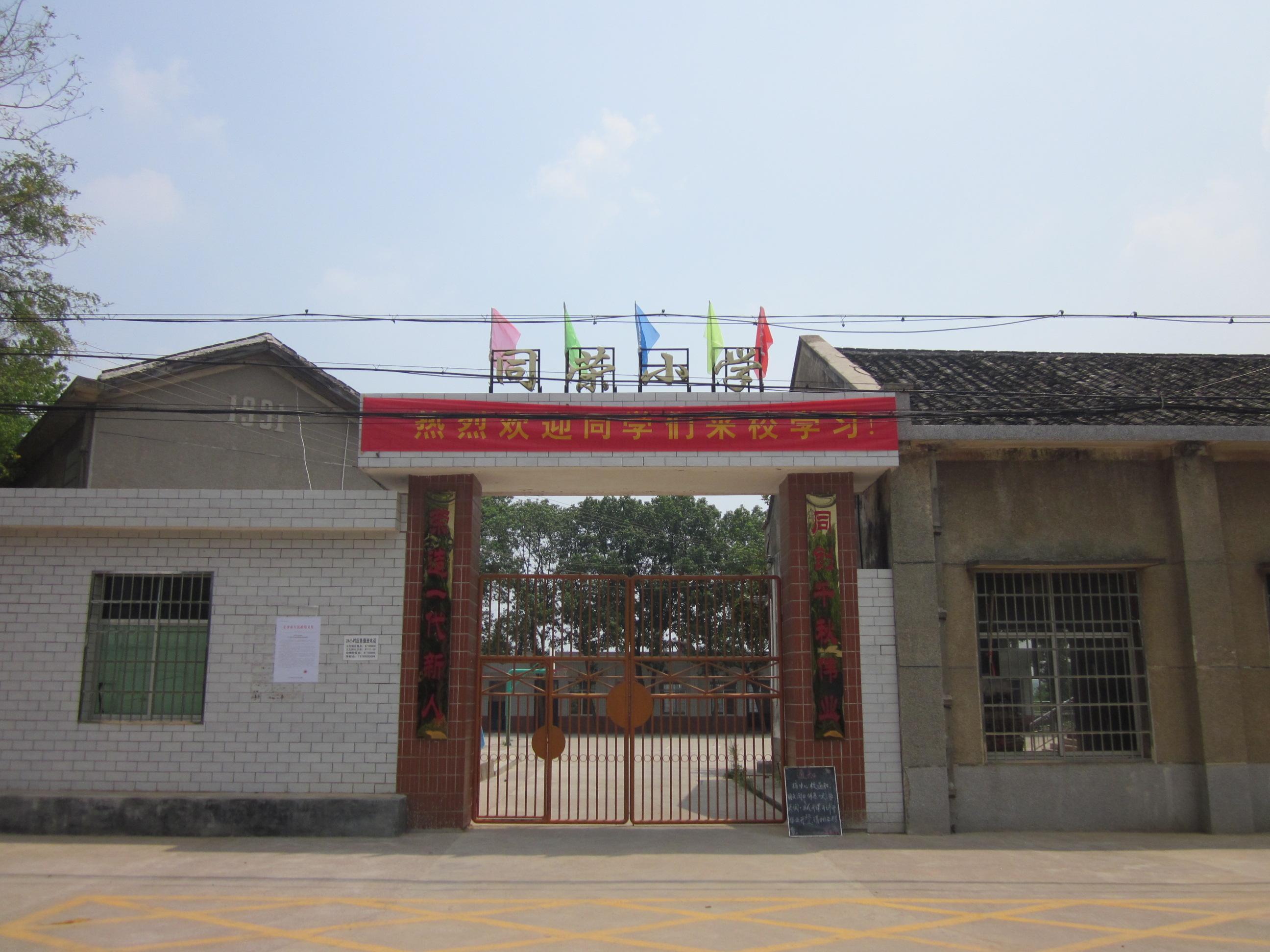
同栄小学

- 小学：同栄小学
- 高中：寧郷九中

## 交通

### 道路
- 高速道路：長韶婁高速道路、岳臨高速道路、韶山高速道路、滬昆高速道路
- 県道：九韶線、双大線、南托線、朱下線、三青線

## 観光
- 水頭港橋

## 出身有名人
- 欧陽欽（1900年-1978年）、政治家。
- 周達武：将軍。
- 朱剣凡：教育家。
- 成文山：教育家。